# Hiệp hội bóng đá Oman
Hiệp hội bóng đá Oman (OFA) (tiếng Ả Rập: اتحاد عمان لكرة القدم) là tổ chức quản lý, điều hành các hoạt động bóng đá ở Oman. OFA quản lý đội tuyển bóng đá quốc gia Oman, tổ chức các giải bóng đá như giải vô địch bóng đá Oman, cúp bóng đá Oman,.... OFA là thành viên của cả Liên đoàn bóng đá thế giới (FIFA), Liên đoàn bóng đá châu Á (AFC) và Liên đoàn bóng đá Tây Á (WAFF).
Chủ tịch của Hiệp hội bóng đá Oman hiện nay là ông Sheikh Khalil Al-Khalili.